# Portret Marii Ludwiki Burbon y Vallabriga
Portret Marii Ludwiki Burbon y Vallabriga (hiszp. Retrato de María Luisa de Borbón y Vallabriga) – obraz olejny hiszpańskiego malarza Francisca Goi (1746–1828) przedstawiający Marię Ludwikę Burbon y Vallabriga. 

## Maria Ludwika
Maria Ludwika Burbon y Vallabriga (1783–1846) była hiszpańską arystokratką należącą do rodziny królewskiej z dynastii Burbonów, córką infanta Ludwika Antoniego Burbona i bratanicą króla Karola III. Jej ojciec został wydalony z dworu m.in. za zawarcie morganatycznego małżeństwa z aragońską arystokratką Marią Teresą de Vallabriga y Rozas.
Po śmierci ojca w 1785 roku została wysłana razem z siostrą do klasztoru San Clemente w Toledo. Sytuacja rodziny zmieniła się dopiero po śmierci Karola III i wstąpieniu na tron jego syna Karola IV i Marii Ludwiki Parmeńskiej. W 1797 roku królowa zaaranżowała małżeństwo starszej siostry Marii Ludwiki ze swoim faworytem i pierwszym ministrem króla, Manuelem Godoyem. Dla całej rodziny oznaczało to koniec wygnania i pełną rehabilitację. Podobnie jak siostra Maria Ludwika została damą Królewskiego Orderu Królowej Marii Ludwiki. Pozostała w klasztorze do 1802 roku, kiedy matka zabrała ją ze sobą do Saragossy. Wyszła za mąż 1 czerwca 1817 za absolutystę Joaquina José de Melgarejo y Saurina, nie miała dzieci.

## Analiza
Obraz powstał około 1800 roku, kiedy z okazji rehabilitacji rodziny infantów Goya sportretował troje rodzeństwa Burbon y Vallabriga. Przedstawił Marię Ludwikę en pied na czarnym tle. Jest ubrana w stylu francuskim: ma na sobie białą suknię z wysokim stanem, a we włosach ozdobę wykonaną z piór. Jest opasana szarfą Orderu Królowej Marii Luizy. Bransoleta z otoczoną diamentami miniaturową podobizną kobiety może przedstawiać jej matkę. Odsłonięte ręce są efektem kuriozalnego dekretu królowej Marii Ludwiki Parmeńskiej, która zakazała damom noszenia rękawiczek na dworze. Niezbyt piękna królowa uważała ręce za swój największy atut i chciała, aby każdy mógł się o tym przekonać. 
Starsze źródła błędnie podają, że jest to portret hrabiny Chinchón, siostry Marii Ludwiki, namalowany z okazji jej ślubu z Godoyem.

## Proweniencja
Obraz znajdował się w rodzinnym pałacu w Boadilla del Monte. Przeszedł w posiadanie księcia de Sueca, a następnie jego spadkobiercę księcia Francesca Ruspoli di Cerveteri, którego kolekcja sztuki jest udokumentowana od 1904. W 1972 trafił do zbiorów Galerii Uffizi we Florencji.